# Pavel Brázda
Pavel Brázda (21. srpna 1926 Brno – 17. prosince 2017 Praha) byl český výtvarník. Po vyloučení z vysoké školy v roce 1949 a během celého komunistického režimu až do roku 1989 se jeho dílo vyvíjelo v izolaci, bez možnosti vystavovat. Po celou tuto dobu byl jako nejdůslednější výtvarník své generace dokonale nekompromisním odpůrcem komunistického režimu. Je považován za jednoho z nejoriginálnějších tvůrců v českém i evropském kontextu. Po rekordně navštívené výstavě Pavla Brázdy v Národní galerii a vydání jeho velké monografie roku 2006 byl v anketě 90 předních kunsthistoriků vybrán jako Osobnost roku.

## Život
Pavel Brázda se narodil jako nejstarší ze tří dětí v rodině brněnského advokáta a předáka agrární strany JUDr. Osvalda Brázdy. Jeho matka Eva Brázdová, rozená Koželuhová, byla dcerou JUDr. Josefa Koželuhy a Heleny Čapkové-Koželuhové, sestry bratří Josefa a Karla Čapkových. Její mladší sestra a Pavlova teta JUDr. Helena Koželuhová byla známou protikomunistickou novinářkou. Strýc Adolf Procházka byl ministrem zdravotnictví československé exilové vlády (první vlády Zdeňka Fierlingera) a po válce působil jako ministr až do roku 1948.
Po smrti manžela se babička Pavla Brázdy Helena Čapková roku 1930 provdala za básníka a diplomata Josefa Palivce (jeden z nejvýznamnějších českých básníků, překladatel, diplomat, nositel Řádu čestné legie) Bydlela ve vile sousedící na Vinohradech s vilou bratří Čapků.
Pavel Brázda byl v dětství doma obklopen díly českého moderního umění (Zrzavý, Kubišta, Čapek) a od svých jedenácti let kreslil a maloval. Zajímala ho vážná hudba, jazz, literatura a také prostředí městské periferie, které se na delší dobu stalo námětem jeho kreseb. Za války byl na rok nuceně nasazen jako dřevorubec. Měl silně vyvinuté sociální cítění a roku 1945 se stal zaměstnancem krajského sekretariátu KSČ (nikoli členem strany). Tato krátká bezprostřední zkušenost s praktikami komunistů mu stačila, aby se s ideologií KSČ rozešel a po zbytek života byl jejím radikálním odpůrcem.
Po ukončení klasického gymnázia se zapsal ke studiu filosofie a dějin umění na Masarykově univerzitě v Brně, ale roku 1946 odešel do Prahy a byl přijat do ateliéru Emila Filly na VŠUP. Ateliér vedl Fillův asistent Malina, který učil způsobem, jaký Pavlu Brázdovi nevyhovoval a přestal proto školu navštěvovat. Roku 1947 navštívil Paříž a viděl zde výstavu surrealistů a Jeana Dubuffeta. Po roce byl z VŠUP pro nezájem vyloučen a přestoupil na Akademii výtvarných umění do ateliéru Vladimíra Sychry. Zde se seznámil s Věrou Novákovou. Oba byli považováni za nadané studenty, ale během politických čistek roku 1949 je vyloučili. To znamenalo určení k manuální práci a zákaz studovat jakoukoli vysokou školu. Pavel Brázda se vyučil oboru malíř pokojů v soukromé firmě mistra Výborného a měl pokračovat v učňovském internátu v Nechanicích.
Rodičům Pavla Brázdy byl roku 1948 zabaven majetek a otec byl poslán do tábora nucených prací, odkud byl následně propuštěn ze zdravotních důvodů. Po návratu otce z pracovního tábora jim byl zabaven brněnský byt a spolu s nezletilou dcerou byli vystěhováni na venkov do bytu o dvou místnostech. Pavel Brázda od roku 1948 bydlel v Praze u manželů Palivcových. Po zatčení a odsouzení Josefa Palivce v roce 1949 se Pavel Brázda roku 1950 oženil s Věrou Novákovou a nastěhoval se do bytu své babičky, které rovněž hrozilo vystěhování. Díky profesoru Josefu Solarovi, řediteli Vyšší školy uměleckého průmyslu, který zatajil jejich kádrové posudky, mohli oba manželé roku 1950 nastoupit do 3. ročníku této střední školy a absolvovat grafickou speciálku prof. Petra Dillingera. V roce 1952 tak oba získali oprávnění živit se jako výtvarníci. Roku 1956 malíř Vlastimil Beneš, tajemník SČVU, zařídil Pavlu Brázdovi tvůrčí stipendium. V roce 1959 se manželům Brázdovým narodila dcera Kateřina.
Rodina žila velmi chudě a Věra i Pavel si vydělávali jako ilustrátoři lékařských odborných knih, později zejména botanických publikací pro archiv Botanického ústavu v Průhonicích. Věra ilustrovala také dětské knížky a leporela a od 80. let, kdy ji zaměstnal Archeologický ústav, oba doma kreslili archeologické střepy. Pavel Brázda mohl poprvé vystavit tři své obrazy na Májovém salonu roku 1967 a několik kreseb ve Špálově galerii roku 1968. Potom se zúčastnil až neoficiální výstavy v podzemí Vinohradské tržnice roku 1989, kterou zorganizoval Pavel Vašíček. V roce 1967 jim byla povolena cesta do Itálie za starým uměním. Doprovázel je Zdeněk Neubauer, který v 60. letech pracoval v Neapoli. Po okupaci roku 1968 uvažovali Věra Nováková s Pavlem Brázdou o emigraci.
Za normalizace Pavel Brázda pracoval od roku 1977 až do svého odchodu do důchodu jako topič v kotelně, kde jeho spolupracovník Karel Palek (Petr Fidelius) připravoval samizdatový Kritický sborník. V jejich bytě se scházel filosofický kroužek, jehož se kromě Zdeňka Neubauera zúčastňovali Jan Sokol, Jiří Němec, Daniel Kroupa, Zdeněk Kratochvíl, Martin Palouš, Věra Jirousová, Vojtěch Sedláček, Václav Žák a další. Přednášel tu i prof. Jan Patočka.
Spolu se svou manželkou Věrou Novákovou a Ivanem Sobotkou vytvořil malou uzavřenou skupinu výtvarníků, která byla až po roce 1989 objevena pro širší veřejnost zásluhou časopisu Revolver Revue. Jeho díla z 50. let 20. století jsou dodnes považována za naprosto originální a radikálně moderní. Brázda ve svých 81 letech (2007) objevil možnosti práce s počítačem a od té doby své kresby zpracovával digitálně a tiskl.
První velkou výstavu měl společně s Věrou Novákovou v roce 1992 v PKC Ženské domovy v Praze. V roce 2006 (k jeho osmdesátinám) připravila rozsáhlou a mimořádně navštěvovanou retrospektivní výstavu pražská Národní galerie, která zároveň vydala reprezentativní monografii a zařadila díla Pavla Brázdy do své stálé expozice. Další velkou retrospektivní výstavu mu v roce 2008 uspořádalo České centrum v Paříži.V roce 2009 měl mj. výstavy v pražské Galerii 5. patro a v brněnské Galerii Aspekt.
Zatím nejrozsáhlejší retrospektivní výstavy Pavla Brázdy k jeho devadesátinám uspořádala Galerie středočeského kraje v Kutné Hoře (28.2.-12.6. 2016)  a zároveň pražské Galerie 1. patro, Nová síň a Galerie u Betlémské kaple.
Pavel Brázda byl laureátem Ceny Revolver Revue za rok 1991. Roku 2007 se umístil jako první v anketě Osobnost roku, kterou pořádá galerie Klatovy / Klenová. V roce 2008 se stal nositelem Medaile Za zásluhy, kterou mu 28. října předal prezident Václav Klaus. V únoru 2013 medaili pro nesouhlas s Klausovými postoji vrátil. Stal se tak prvním oceněným po roce 1989, který státní vyznamenání vrátil.

## Dílo
V mládí byla Pavlu Brázdovi svým výtvarným cítěním a zájmem o městské prostředí blízká Skupina 42 a její teoretický manifest Svět, v němž žijeme, jehož autorem byl Jindřich Chalupecký, nebo uvolněná obraznost surrealismu. Mnohem silnější vliv na něj měla literatura a také exotické prostředí brněnských lunaparků a monumentální lidové umění reklam, pokleslé na hranici kýče. Jeho vlastní umělecký směr, který v letech 1943–1944 formuloval spolu s Jaroslavem Dreslerem a Slávou Mančalem a na návrh Josefa Palivce nazval „hominismus“, byl zkrocenou formou expresionismu, odmítal výtvarný formalismus a proklamoval „Umění srozumitelné pro lidi“. Během války Brázda maloval civilní motivy ze svého okolí a kopíroval renesanční mistry. V Sychrově ateliéru si osvojil principy akademické malby a využil je pak ve svých prvních osobitých portrétech.

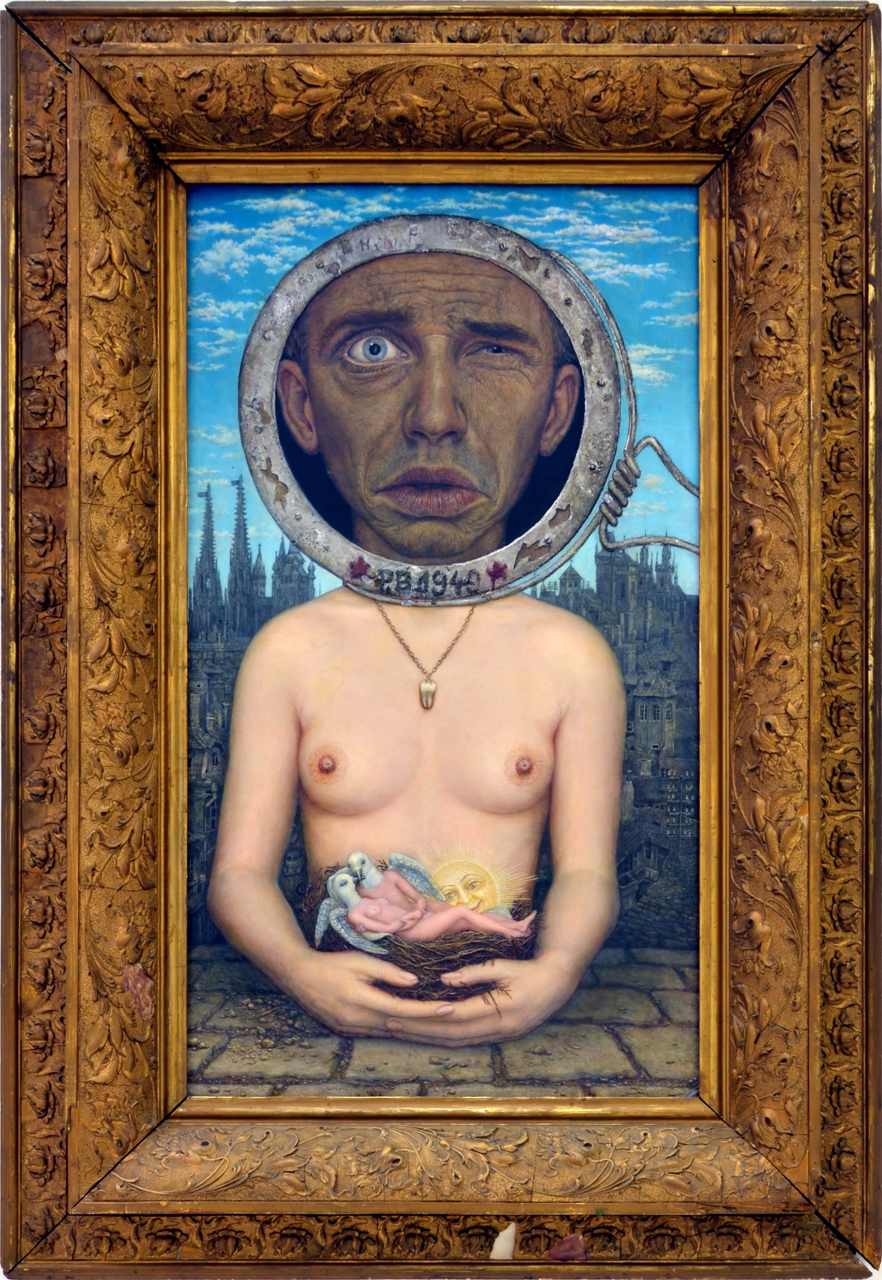
Pavel Brázda, Obluda čeká, obluda má čas (Vlastní podobizna P.B.), 1949-1950

Klíčovým dílem Pavla Brázdy je obraz Obluda čeká, obluda má čas. Vlastní podobizna PB (1949), kde na temném pozadí Prahy vytvořil expresivní autoportrét. S vnitřními běsy mužské tváře kontrastuje dívčí půlakt Věry a hnízdečko milenců-holoubků, které drží v rukou. Dílo zahrnuje celou škálu výrazů – od úzkosti a depresí až po rezistenci a intenzivní potřebu pocitu štěstí. Následující autoportrét Nezapomněl jste se oholit? (1950) je odlehčenou ironizující parafrází holičských reklam. Protějškem jsou Brázdovy staromistrovsky malované portréty manželky Věry (Věra se zamalovanými křídly, 1951, Věra s brýlemi, 1955)

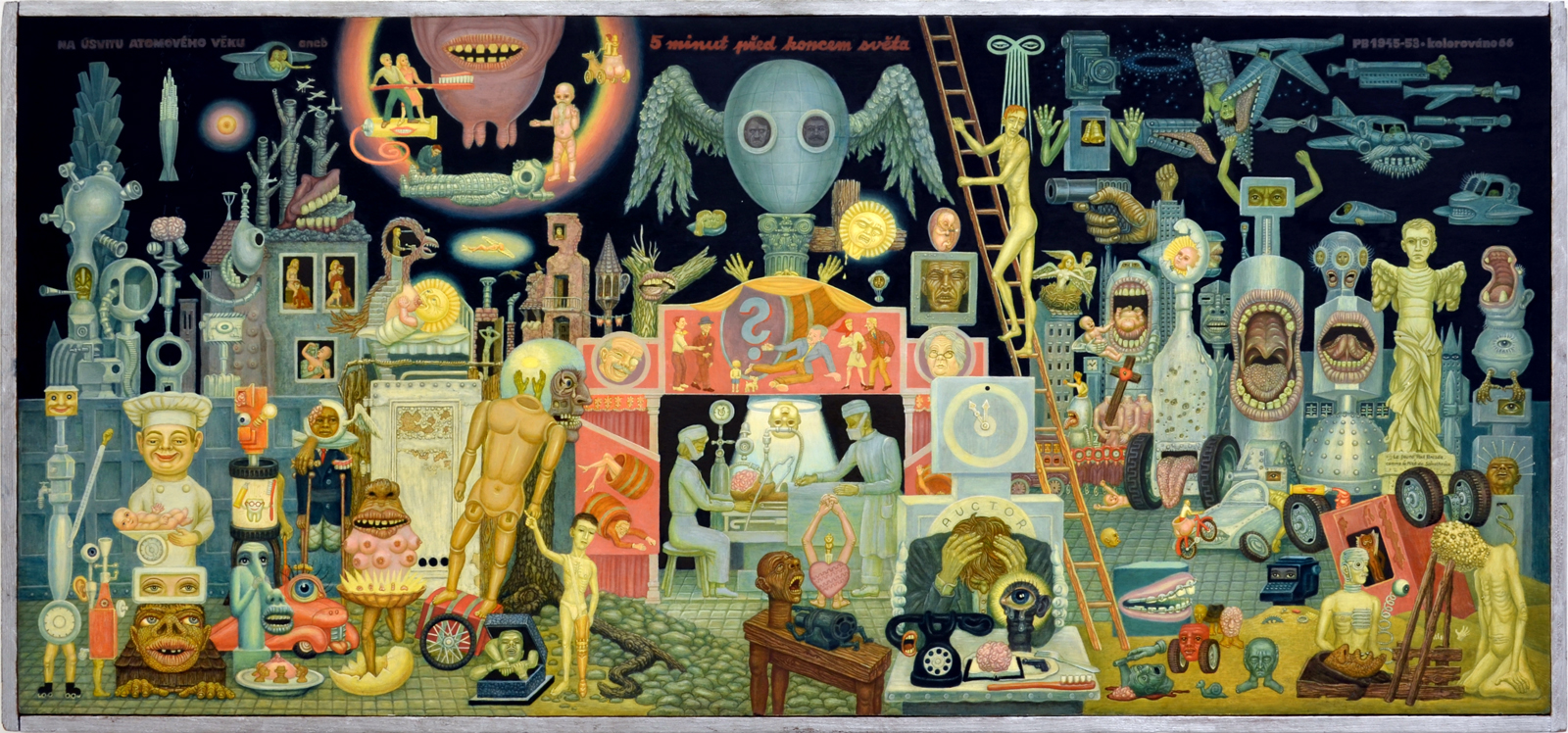
Pavel Brázda, 5 minut před koncem světa, 1945-1966

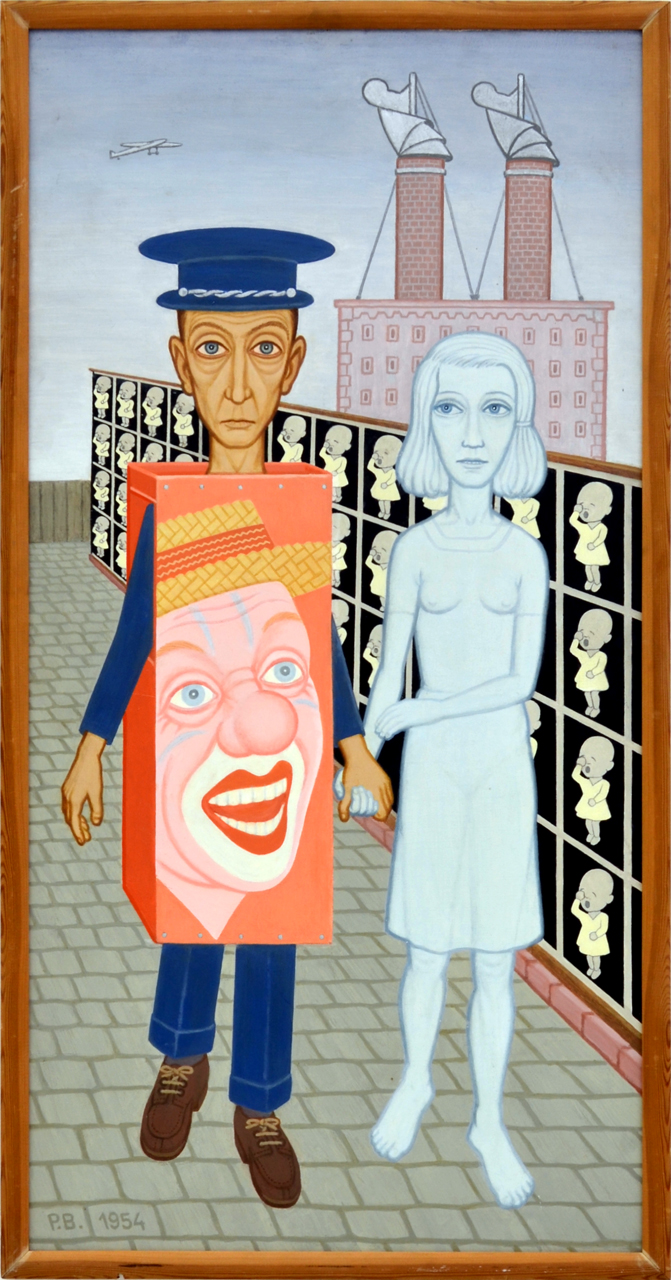
Pavel Brázda, Chodící krabice, 1954

Velkorysá kompozice 5 minut před koncem světa (kresba 1953, malba 1966), která parafrázuje apokalyptické obrazy Bosche a Bruegela, vznikala na základě dílčích kresebných studií od roku 1945 a je reakcí na monumentální kresby Věry Novákové Konec světa (1952-53) a Po konci světa (1952) a také na panující válečnickou hysterii stalinského komunistického režimu. V obraze, který překypuje množstvím detailů typických pro Brázdova díla (reklamní poutače, portréty i autoportréty, antropomorfizované stroje, figuríny, nemluvňata, výpůjčky renesančních rekvizit, surrealistické symboly očí a ňader) užil celé škály výtvarných technik od veristické kresby až po lapidární zjednodušující zkratku.
Dvojportrét Pavla a Věry Chodící krabice (1954) zdánlivě pouze ironizuje dobovou reklamu, ale ve skutečnosti v sobě skrývá existenciální úzkost 50. let. V té době oba výtvarníci záviseli na hmotné podpoře, kterou jim poskytovala Pavlova babička. Brázdův typický autorský kresebný rukopis se silnou linkou má cyklus obrazů Astronauti, který svým stylem anticipuje pop-art. Nejvýznamnější z nich, Velký astronaut (1954), působí monumentálně a stal se na začátku 90. let 20. století symbolem časopisu Respekt.
V letech 1957-1958 se Pavel Brázda rozhodl pomoci své matce, která velmi těžce nesla nucené vystěhování z Brna a upadala do depresí. Posílal jí své kresby předkreslené na látky, spolu s návrhem harmonických barev, jako vzory k vyšívání a háčkování. Vznikl tak cyklus výšivek, který předešel o 40 let některé postmoderní koncepty. Zjednodušení výrazu až k výtvarnému znaku je typické také pro téma Závodníci. Brázda kreslil motocyklové závody na Velké ceně v Brně od roku 1954. Díky výtvarnému stipendiu pak vznikl rozsáhlý cyklus, kde využívá také techniky koláže z barevných papírů k vytvoření kontrastu čistých barevných ploch (Závodníci, 1954-1957). Ve druhé polovině 50. let vytvořil Brázda cyklus Válka proti lidem (1956-1958), kterým dále rozvíjí některé malířské postupy. V brutálním chladu tváří a absurditě vojenské mašinerie se odráží i jeho osobní pocity z potlačení maďarského povstání ruskými tanky roku 1956 (Nad mrtvým přítelem, 1958, Nad mrtvým nepřítelem, 1958).
Počátkem 60. let řada výtvarníků experimentovala s novými materiály a také Pavel Brázda vyzkoušel možnosti práce se syntetickým pojidlem akronex, které bylo možno míchat s různými plnivy a vytvářet reliéfní struktury nebo asambláže. Kromě abstraktních asambláží (Výbuch v hlavě) vytvořil řadu převážně figurálních strukturálních obrazů (Muž, který snědl ježka). Roku 1967 dostali výtvarníci, kteří nebyli členy SČVU, možnost vystavit svá díla na 1. pražském salonu. Pavel Brázda vystavil tři obrazy vytvořené přímo pro tuto příležitost - Konec Marata, jako politickou alegorii o konci revoluce, Podobiznu otce, pojatou jako triptych s ústřední nadživotní podobou otce a s profily Pavla a Věry na trojúhlých křídlech a Noli me tangere (obraz prodal ČFVU neznámému kupci a je nezvěstný).
V 60. letech se Brázdovým podařilo získat několik zakázek k ilustrování knih. Kromě vzpomínkové knihy Pavlovy babičky Heleny Čapkové Moji milí bratři (1963) a Krakatitu (1963) Karla Čapka to byla kniha Josefa Hiršala a Bohumily Grögerové Co se slovy všechno poví (SNDK Praha 1964). Tato kniha poskytla příležitost k experimentům s uspořádáním plochy a prostoru, které Pavel Brázda využil i mnohem později např. při instalaci vlastních výstav.

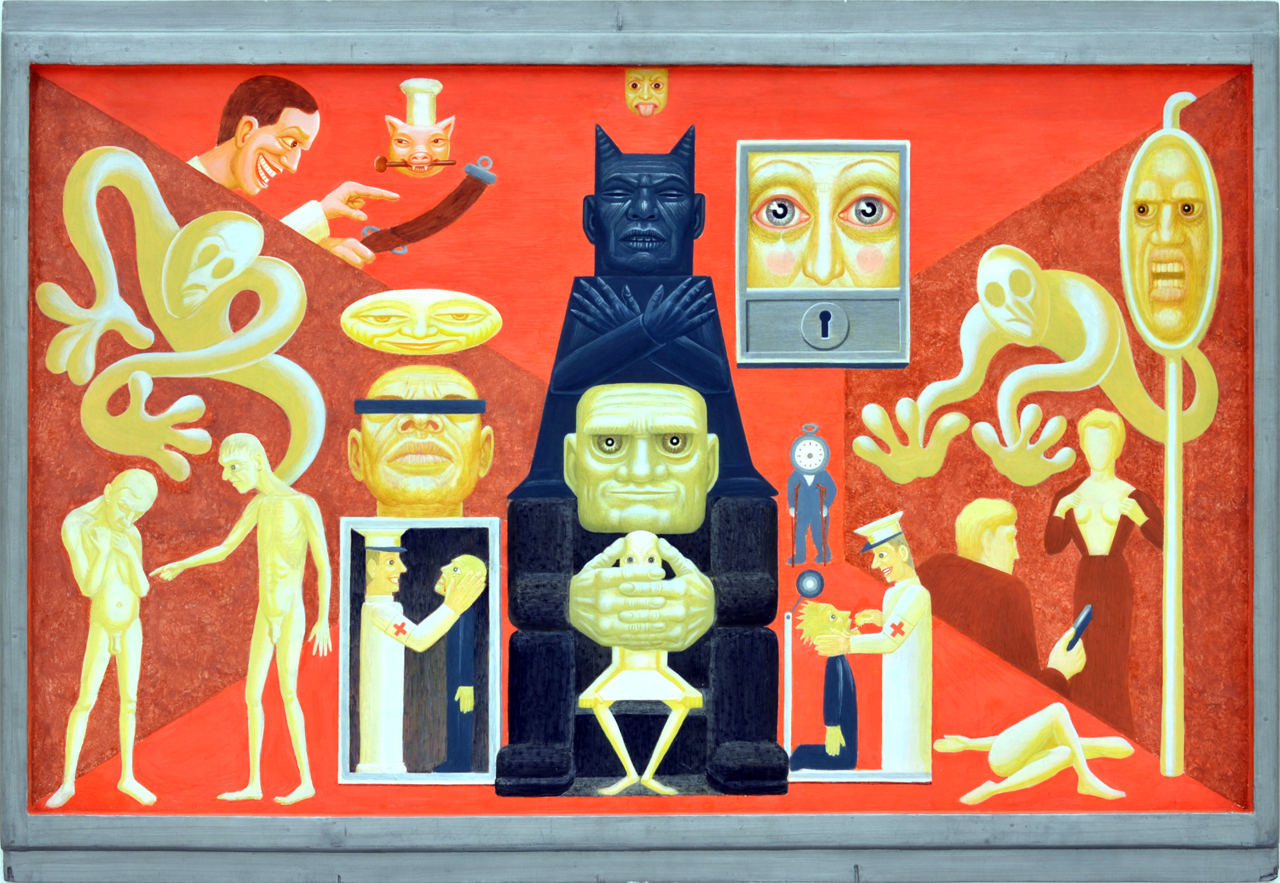
Pavel Brázda, Proces, 2. pol. 70. let

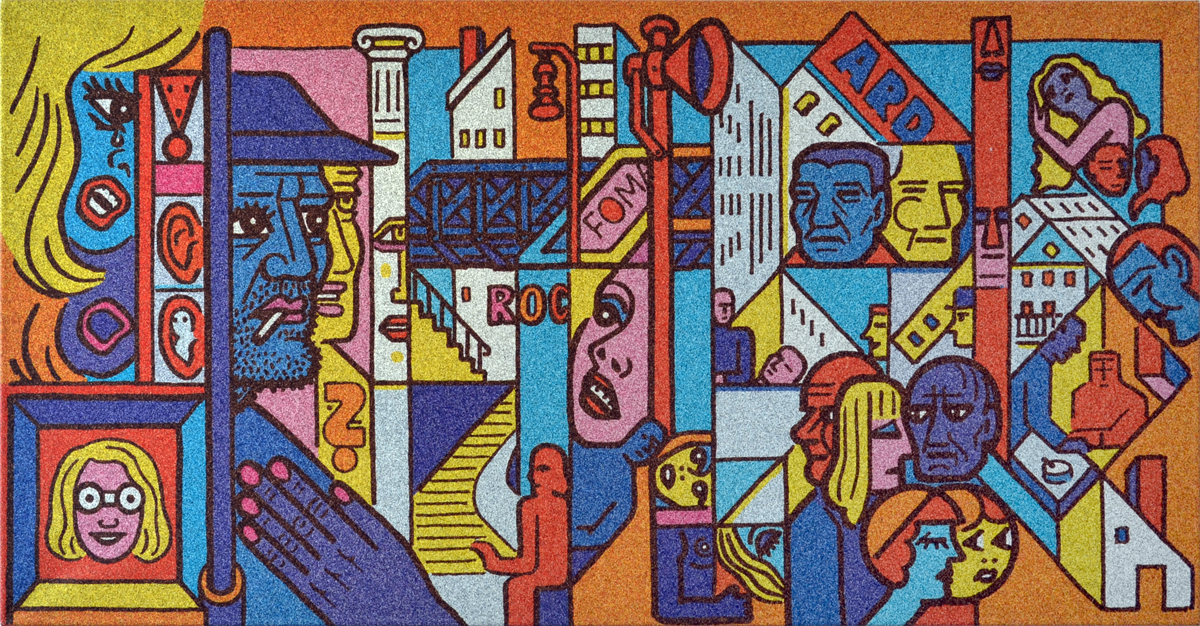
Pavel Brázda, Ve městě, inkoustový tisk na plátně (2007-2015)

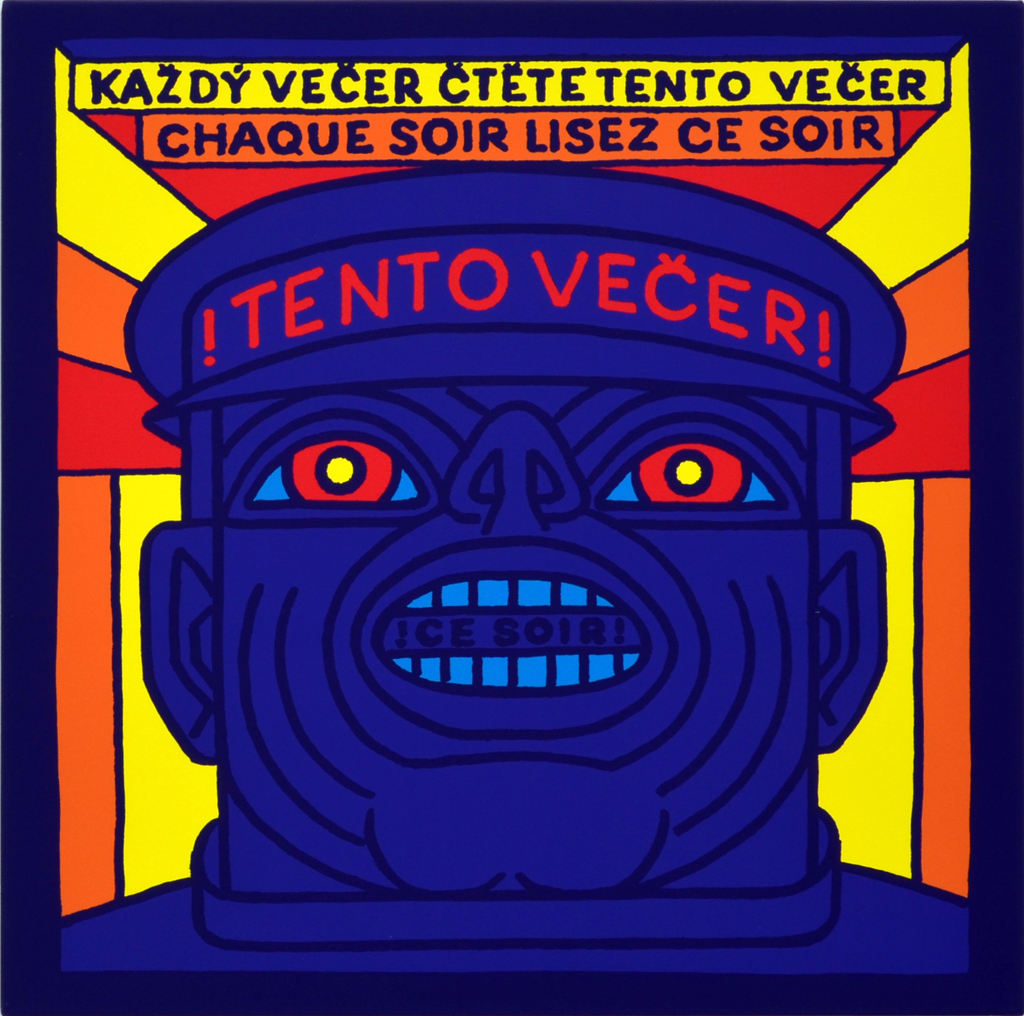
Pavel Brázda, Každý večer čtěte tento večer, 2006-2016

Počátek 70. let a následná normalizace jsou provázeny všeobecnou skepsí, která se v díle Pavla Brázdy projevuje návratem k existenciálním tématům. Obraz Proces (1975) je připomínkou komunistických monstrprocesů z 50. let, jejichž obětí byl i Brázdův dědeček Josef Palivec. Centru obrazu dominuje tvrdá neosobní a děsivá podobizna Vyšetřovatele, který palci obrovských rukou svírá spánky oběti. Na jeho ramenou stojí černá postava soudce s tváří a rohy Lucifera. Zamčená skříňka s ženskou tváří na pravé straně je snad Svoboda s ucpanými ústy. Na podkladě kreseb ke Kafkovým povídkám V kárném táboře vznikly již předtím dvě postavy Vyšetřovatelů-Ošetřovatelů, z nichž jeden léčí fackováním a druhý vkládá oběti do úst jako svátost předem připravenou výpověď o jeho vině. Hlava nad fackovací celou představuje Budovatele šťastných zítřků, který pro zakryté oči nevidí. Dvě nahé postavy vlevo znázorňují Žalobce a Kajícníka jako alegorii reformního komunismu. Výjev doplňují duchové, reklama z řeznictví, pan Čas, jehož hodinám chybějí ručičky, opírající se o berle.
Beznaděj 70. let představuje i cyklus Frotovaní démoni, vytvořený jako frotáže kreseb vyrytých do lepenky. Pavlu Brázdovi tehdy normalizátoři zakázali již připravenou výstavu v SÚKL (1975) a tak se jedinou příležitostí k představení obrazů stala společná výstava s Věrou v malém Divadle v Nerudovce (1976). Ekonomickou situaci rodiny vyřešil přijetím místa topiče. Začal se více věnovat kresbě a vytvořil také cyklus sochařských reliéfních hlav, inspirovaný divadelními maskami a díly středoamerických kultur.
V osmdesátých letech se jeho kresby zjednodušily. Charakterizuje je statičnost, plošnost, silná linka a výrazná barevnost. Během devadesátých let se k nim vracel a jejich zvětšováním, kopírováním a kolážováním vytvořil rozsáhlý cyklus nazvaný Hra. Brázda postupně dospěl ke grotesknímu zobrazení figur a tváří a k radikální výtvarné zkratce, která je sdělnější. Jeho Pestré hlavy vznikly původně jako studie k obrazům, ale postupem času se osamostatnily. Autor vytváří četné variace námětu a zkoumá různé kombinace barev např. užitím různobarevných tonerů nebo barevných papírů v kopírce.
V posledních letech využíval při práci počítač. Základem byla lineární kresba, kterou v definitivním tvaru nejprve zvýraznil fixem a pak skenoval do počítače. V něm pak míchal barvy a zkoumal různé barevné kombinace ploch i linií. Autor tak měl možnost vytvořit několik barevných variant původní předlohy a rozvinout radikálnější barevnost. Barevné tisky zhotovoval maximálně ve třech číslovaných exemplářích.
Myšlenkový a formální svět Brázdových "Pestrých hlav" má paralely v umění přírodních národů a mimoevropských civilizací, středověkých deskových obrazech i v soudobé tvorbě ovlivněné graffiti. Brázda však dosáhl zcela osobitého projevu, který je aktuální svou lapidární sdělností a zároveň snahou o univerzální pohled na svět. Jeho díla z padesátých let 20. století předznamenala pop-art a jsou dodnes považována za naprosto originální a radikálně moderní.

### Zastoupení ve sbírkách
- Národní galerie Praha[41]
- Alšova jihočeská galerie v Hluboké nad Vltavou
- Moravská galerie v Brně
- Galerie Středočeského kraje v Kutné Hoře
- Galerie výtvarného umění v Chebu
- Galerie Klatovy / Klenová[42]
- Muzeum umění a designu Benešov[43]
- soukromé sbírky doma i v zahraničí

### Výstavy (výběr)
- 1976 Věra a Pavel Brázdovi – obrazy a kresby, Divadlo v Nerudovce, Praha, 14.–26. září 1976[44]
- 1989 spoluúčast na výstavě Vinohradské tržnice, Praha
- 1992 Pavel Brázda: Šlápnutí do hovna, Zlomky z 30. - 80. let, Galerie bratří Čapků, Praha
- 2000 Pavel Brázda: Obluda čeká, obluda má čas, Moravská galerie v Brně
- 2000/2001 Pavel Brázda: S klidem k lidem, Mánes, Praha
- 2002 Pavel Brázda: Výstava výstav, Galerie bratří Čapků, Praha
- 2006 Národní galerie v Praze
- 2008 České centrum Paříž
- 2009 Pavel Brázda: Ukázka z lidské komedie, Galerie 5. patro, Praha[45]
- 2009 Pavel Brázda: Nové obrazy z lidské komedie, Galerie Aspekt, Brno[46]
- 2010/2011 Pavel Brázda: Ještě není konec světa, Galerie 5. patro, Praha
- 2013 Lidská komedie, Obecní dům, Praha, 12. únor – 19. březen 2013
- 2015 Pavel Brázda: Mezi začátky a konci I, Galerie U Betlémské kaple, Praha[47]
- 2016 Pavel Brázda: Mezi začátky a konci II, GASK, Kutná Hora[48]
- 2016 Pavel Brázda: Mezi začátky a konci III, Galerie Klatovy / Klenová[49]
- 2016 Pavel Brázda: Mezi začátky a konci IV, Nová síň, Praha
- 2016 Galerie Navrátil, Praha
- 2016 Sportu zdar!: Sport v umění 1945-2016, DOX, Centrum současného umění Praha
- 2017 Osudy a dílo (Pavel Brázda, Věra Nováková), Egon Schiele Art Centrum, Český Krumlov
- 2017/2018 Pavel Brázda: retrospektiva, Egon Schiele Art Centrum, Český Krumlov

### Vybraná díla

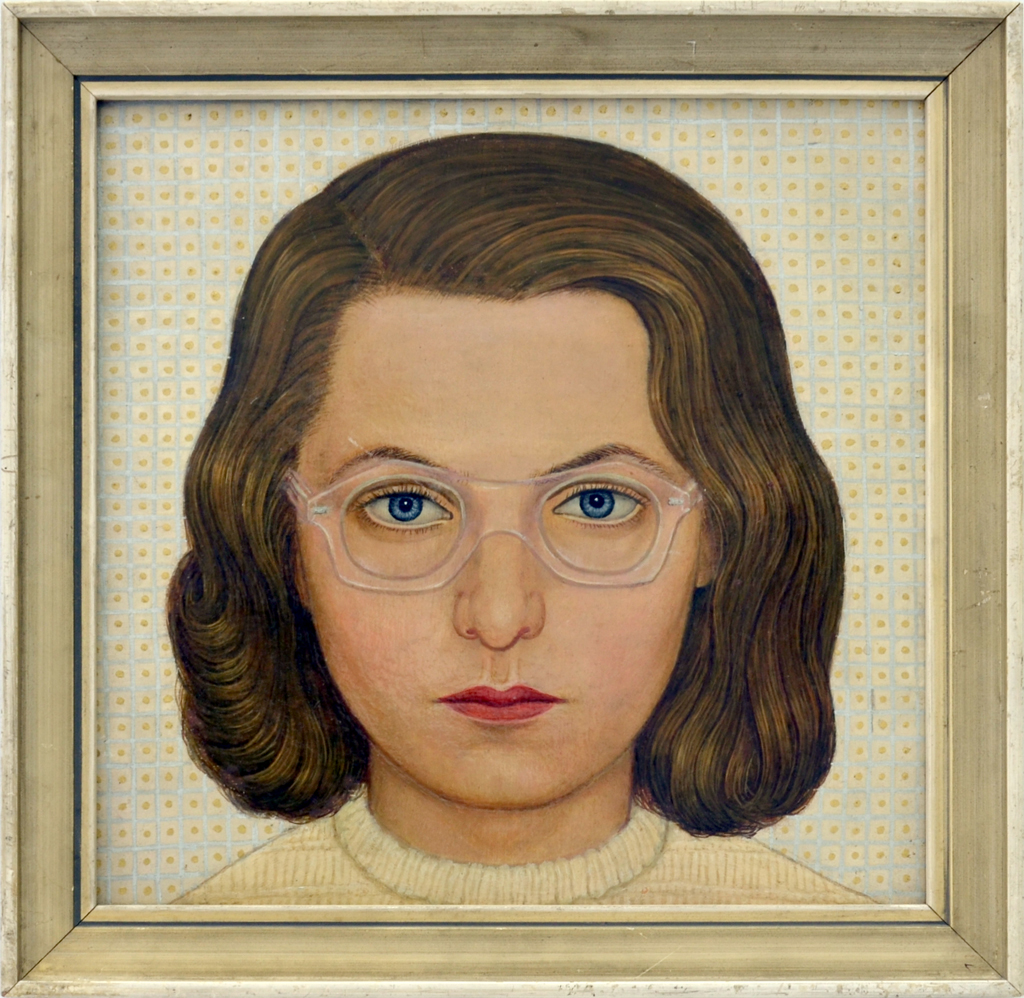
Věra s brýlemi, 1955
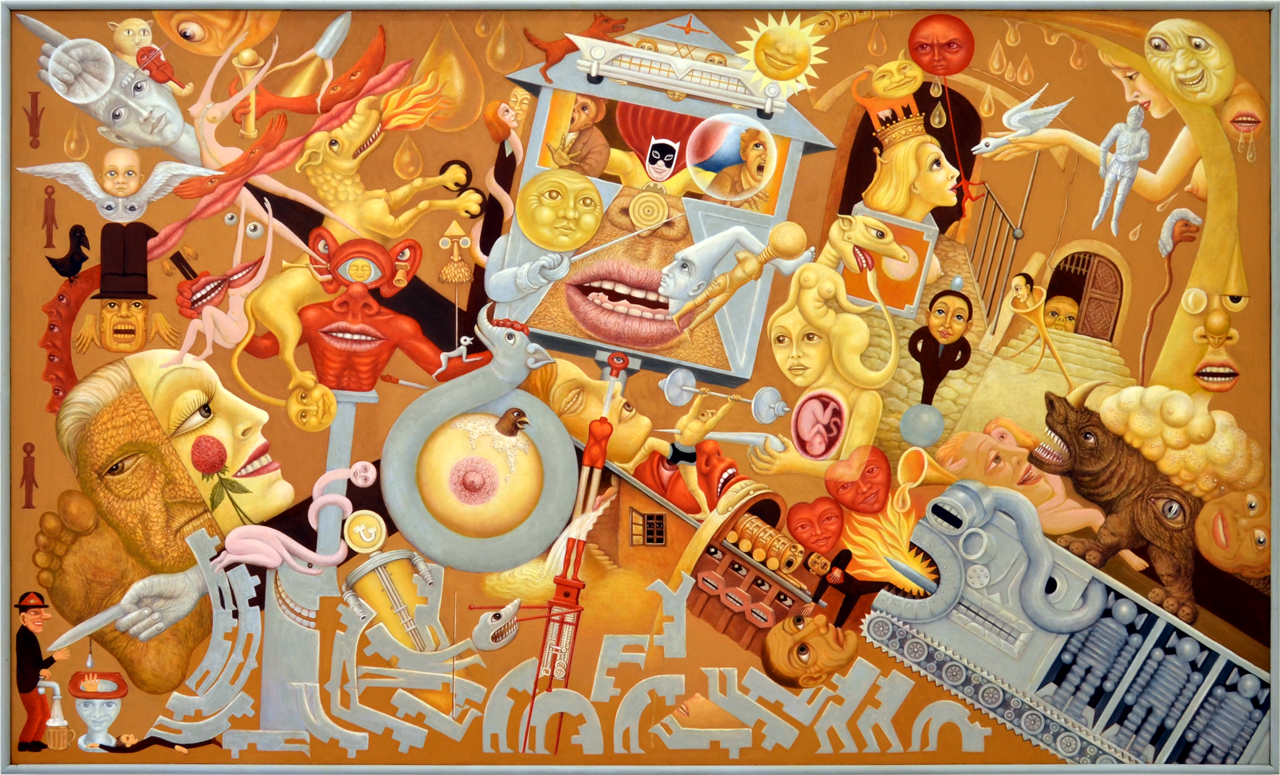
Badman na rodné louce, 1969-2005
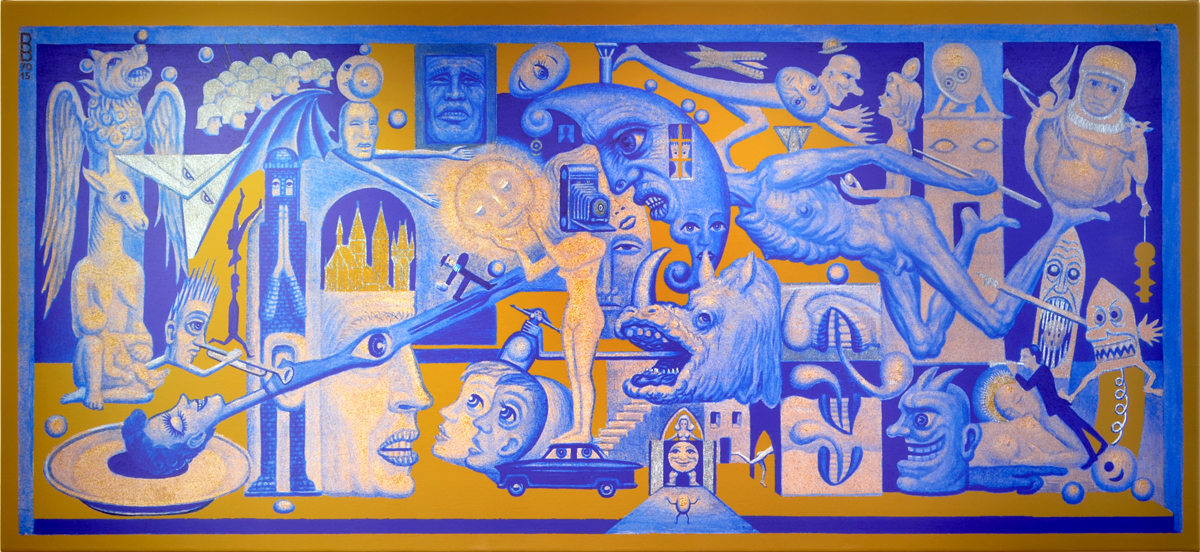
Zuřivý měsíc, digitální mezzotinta, polovina 70. let-2014
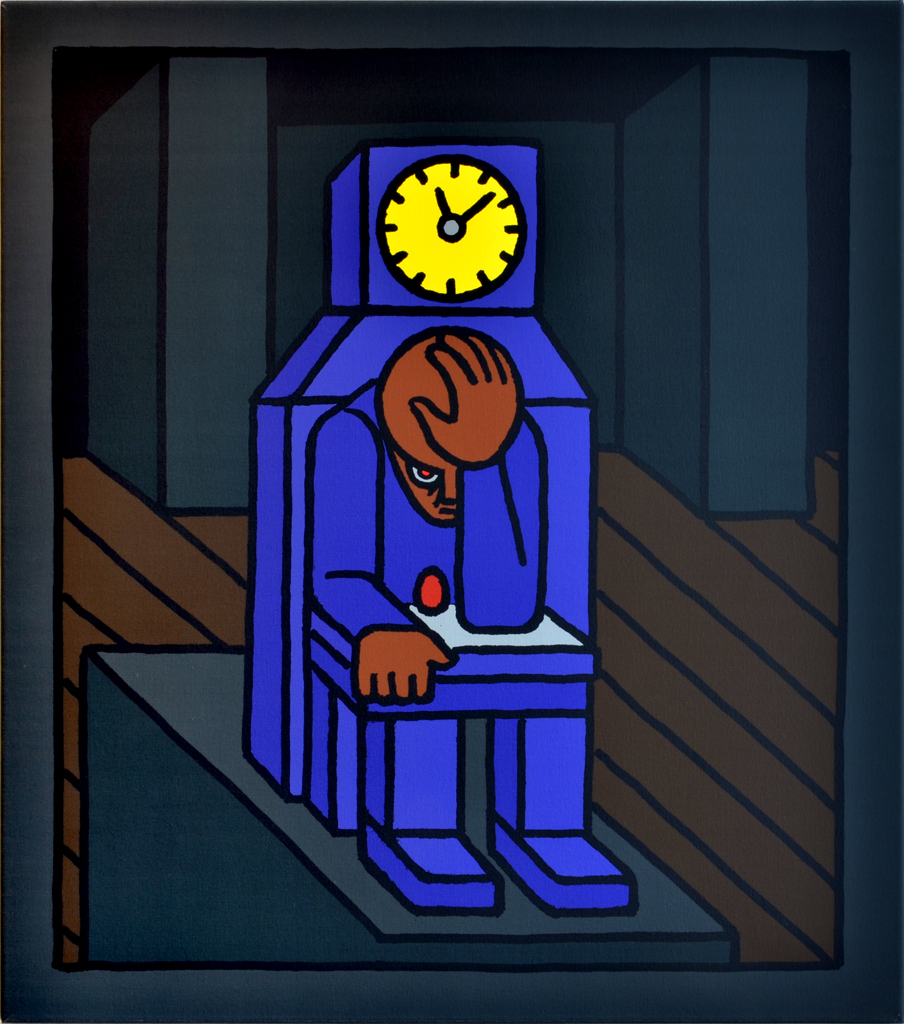
Stroj času, inkoustový tisk na plátně (2007-2015)
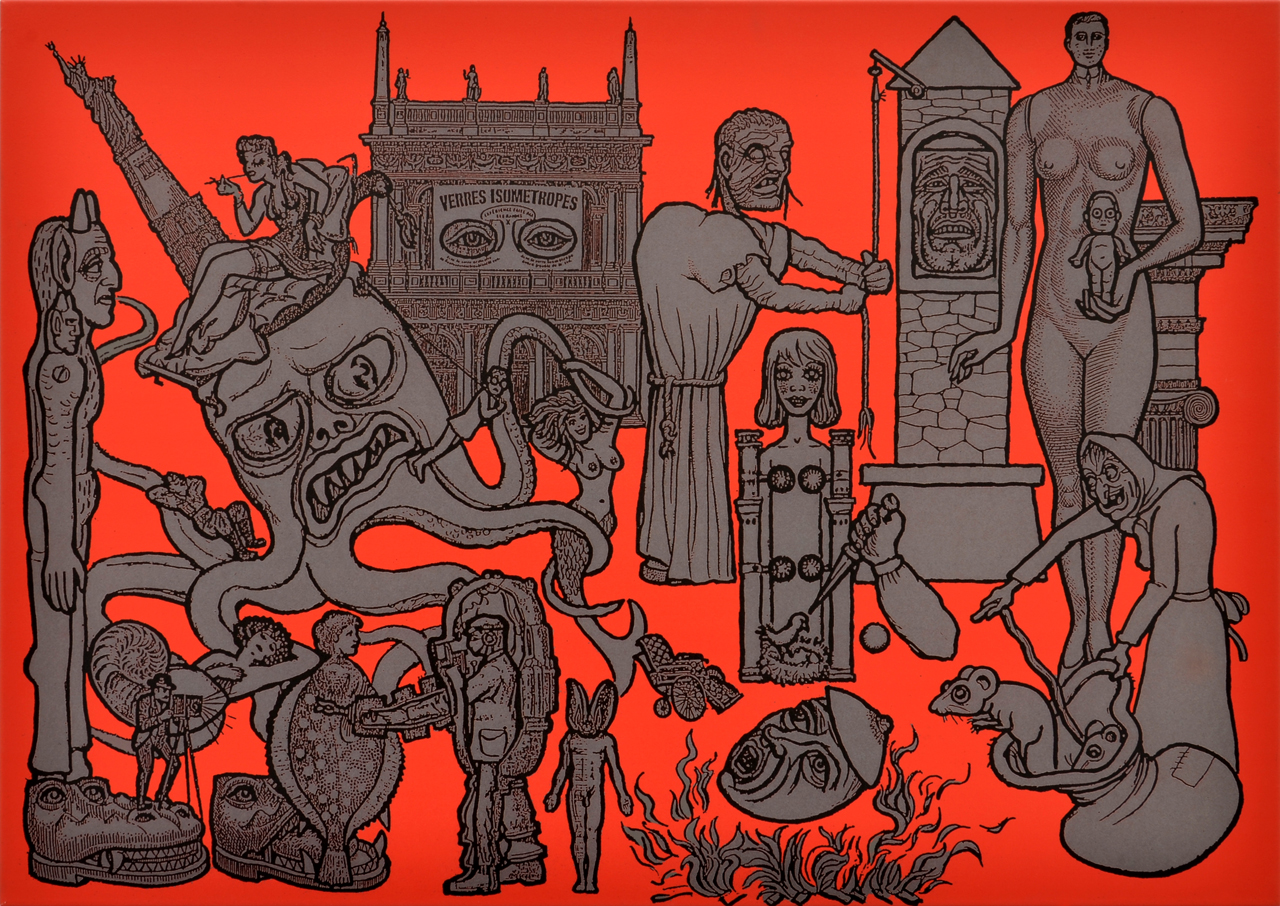
Zazvoní zvonec a..., 2006-2016
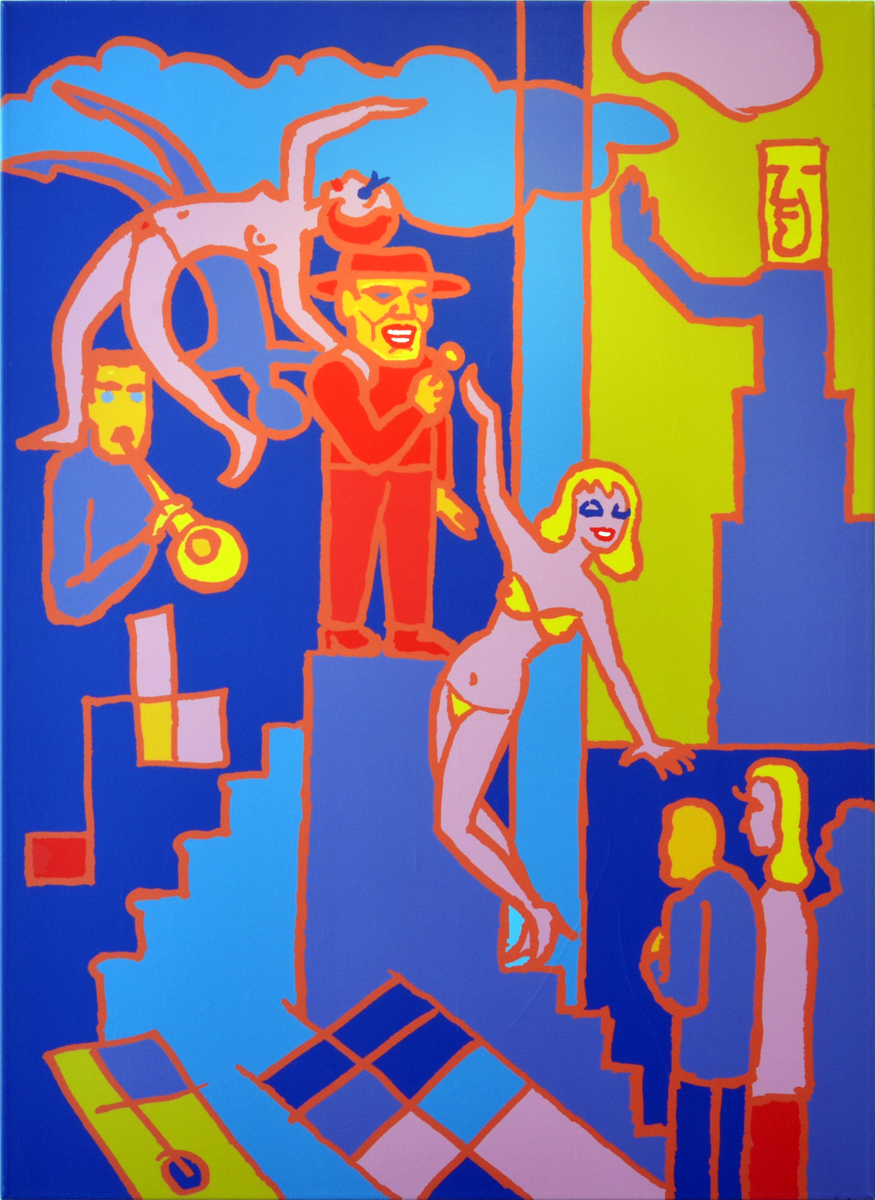
Principál a jeho družina, inkoustový tisk na plátně (2007-2015)